# Vicini vicini
Vicini vicini (そばにおいてね。?, Soba ni oitene.) è un manga yaoi scritto e disegnato dalla mangaka Yaya Sakuragi. In Italia è stato pubblicato dalla casa editrice Ronin Manga, rientrando tra i primi titoli pubblicati con protagonisti omosessuali.

## Trama
Nel fumetto sono presenti due storie ben distinte e tra loro scollegate. La prima vede come protagonisti due studenti di liceo alle prese con i loro sentimenti, la vita di scuola e alcuni pericolosi contendenti. La loro coppia si scoprirà essere una delle più buffe e male assortite. La seconda storia riguarda due ragazzi, il primo è uno studente universitario dotato di grande forza di volontà che gli permette di sopportare intere giornate passate sopra i libri. Il secondo invece un giocatore incallito, nonché professionista. Tutto si evolverà grazie alla convivenza dei due, tra incomprensioni e passioni il loro amore è destinato a fiorire.

## Personaggi
Yuzuru Shibata
È il protagonista alto, ingenuo e dolce, innamorato perdutamente di un suo compagno di classe che chiama in maniera affettuosa Iichan. Cerca in tutti i modi di piacergli, dato che vuole solo il meglio per lui entrerà in un corso di cucina per preparagli dei deliziosi pranzetti come solo una brava mogliettina è capace di fare. La caratteristica che lo contraddistingue è la sua altezza.
Issei Yogi "Icchan"
È il fidanzato di Yuzuru. Di primo impatto può sembrare un ragazzo freddo e con tante difficoltà ad esprimere i propri sentimenti, ma col tempo si dimostra straordinariamente dolce e affettuoso con Yuzu. Quest'ultimo lo vede come un principe bello, forte e dotato di una gran classe. Gli piace essere lusingato, soprattutto se chi lo lusinga è Yuzu. Issei è più piccolo in altezza ma sembra che questo piccolo fattore non lo turbi minimamente, è pronto sempre e comunque a proteggere e difendere il suo ragazzo dal cuore dolce.
Osumi
È il capitano del club di karate. Dimostra subito un certo interesse per Yuzu, cercando in tutti i modi di allontanarlo da Issei, cerca di mettergli il bastone fra le ruote ma invano. Riceverà quasi subito un due di picche sonoro.
Tsukasa Hiiragi
La più adulta del gruppo, è una ragazza dotata di grande bellezza, ha lunghi capelli corvini e fisico da modella. Fin dall'inizio sembra la compagna perfetta per Yuzuru. Gli manderà una lettera amorosa dove non lascia spazio a chiacchiere, il suo scopo è quello di proteggere Yuzuru per tutta la vita. Si innamora di lui e della sua aria fragile durante lo spettacolo teatrale della scuola, cercherà in tutti i modi di stargli vicino, iscrivendosi persino al club di cucina. Dovrà però alla fine rinunciare.
So Yogi
È il fratello più grande di Issei. Non ha intenzione di conquistare il caro Yuzuru, ma tenterà comunque di farli separare, verrà poi scoperto da entrambi, a sua discolpa dice di averlo fatto per aggiungere un pochino di "sale" alla loro storia amorosa. Secondo lui c'era bisogno di movimento. Ha in possesso una macchina e frequenterà lo stesso liceo dei due ragazzi.
Ko Takatsuki
Malato dei giochi d'azzardo, è un giocatore professionista e innamorato di Go. Purtroppo la vita non è stata generosa nei suoi confronti, infatti vive per strada quando incontra lo studente Go. Cercherà di insinuarsi nella sua vita, come primo passo viene accolto nella casa per un certo lasso di tempo. Il loro rapporto però cambierà e sentimenti assopiti torneranno a galla.
Go
È studente universitario, ossessionato dagli esami, diligente e studioso cerca di mettere il massimo impegno in ogni cosa, ha un debole per Ko, e lo dimostra fin dall'inizio ospitandolo nel suo appartamento, col tempo si lascerà andare e dimostra tutto il suo affetto per il suo compagno.

## Edizioni
| Nº | Data di prima pubblicazione | Data di prima pubblicazione | Data di prima pubblicazione | Data di prima pubblicazione |
| Nº | Giapponese                  | Giapponese                  | Italiano                    | Italiano                    |
| -- | --------------------------- | --------------------------- | --------------------------- | --------------------------- |
| 1  | 10 dicembre 2005            | ISBN 4-8352-1838-8          | 26 settembre 2010           | ISBN 978-88-7471-308-0      |